# Strangford Lough
Strangford Lough (iriska: Loch Cuan) är en havsvik i Nordirland.